# Purpuricenus deyrollei
Purpuricenus deyrollei är en skalbaggsart som beskrevs av Thomson 1867. Purpuricenus deyrollei ingår i släktet Purpuricenus och familjen långhorningar.
Artens utbredningsområde är Iran. Inga underarter finns listade i Catalogue of Life.